# Derde klasse 2001-02 (voetbal België)
Het seizoen 2001/02 van de Belgische Derde Klasse ging van start op 1 september 2001 en eindigde op 26 mei 2002. SV Zulte-Waregem won in Derde Klasse A, KAS Eupen won in Derde Klasse B. 
KFC Turnhout kwalificeerde zich voor de eindronde voor promotie, maar ging in vereffening waardoor het degradeerde naar Vierde Klasse. KFC Schoten SK degradeerde ook omwille van een poging tot omkoping. Tot slot verdween K. Stade Leuven uit Derde Klasse als gevolg van een fusie met Zwarte Duivels Oud-Heverlee.

## Naamswijzigingen
- KSK Kermt fuseerde met KSC Hasselt en werd K. Sporting Kermt-Hasselt.
- Zultse VV fuseerde met KSV Waregem en werd SV Zulte-Waregem.

## Gedegradeerde teams
Deze teams waren gedegradeerd uit de Tweede Klasse voor de start van het seizoen:
- KFC Turnhout (economische daler)
- KV Oostende (rechtstreeks)

## Gepromoveerde teams
Deze teams waren gepromoveerd uit de Vierde Klasse voor de start van het seizoen:
- Torhout 1992 KM (kampioen 4A)
- KFC Red Star Haasdonk (kampioen 4B)
- K. Bocholter VV (kampioen 4C)
- Racing Jet Wavre (kampioen 4D)
- KFC SV Wevelgem-City (winnaar eindronde)
- SK Gullegem (winnaar eindronde)

## Promoverende teams
Deze teams promoveerden naar Tweede Klasse op het eind van het seizoen:
- SV Zulte-Waregem (kampioen 3A)
- KAS Eupen (kampioen 3B)
- KFC Vigor Wuitens Hamme (winnaar eindronde)

## Degraderende teams
Deze teams degradeerden naar Vierde Klasse op het eind van het seizoen:
- SK Gullegem (rechtstreeks uit 3A)
- Hoogstraten VV (rechtstreeks uit 3A)
- KTH Diest (rechtstreeks uit 3B)
- K. Sporting Kermt-Hasselt (rechtstreeks uit 3B)
- Racing Jet Wavre (verlies in eindronde)
- KFC Turnhout (vereffening)
- KFC Schoten SK (omkoping)

## Eindstand
| Legende                                |
| -------------------------------------- |
| Kampioen + promotie naar Tweede Klasse |
| Kwalificatie voor promotie-eindronde   |
| Kwalificatie voor degradatie-eindronde |
| Degradatie naar Vierde Klasse          |

### Derde Klasse A
|   |    |                            | P  | W  | G  | V  | +  | -  | DS  | Ptn |
| - | -- | -------------------------- | -- | -- | -- | -- | -- | -- | --- | --- |
| K | 1  | SV Zulte-Waregem           | 30 | 17 | 9  | 4  | 68 | 39 | 29  | 60  |
| E | 2  | KFC Vigor Wuitens Hamme    | 30 | 18 | 5  | 7  | 55 | 32 | 23  | 59  |
| E | 3  | KV Oostende                | 30 | 14 | 12 | 4  | 51 | 36 | 15  | 54  |
| D | 4  | KFC Turnhout               | 30 | 16 | 4  | 10 | 59 | 54 | 5   | 52  |
|   | 5  | KFC SV Wevelgem-City       | 30 | 14 | 7  | 9  | 62 | 40 | 22  | 49  |
|   | 6  | KFC Red Star Haasdonk      | 30 | 13 | 7  | 10 | 53 | 42 | 11  | 46  |
|   | 7  | Verbroedering Denderhoutem | 30 | 11 | 12 | 7  | 56 | 39 | 17  | 45  |
|   | 8  | KSK Maldegem               | 30 | 11 | 11 | 8  | 47 | 46 | 1   | 44  |
|   | 9  | Torhout 1992 KM            | 30 | 10 | 11 | 9  | 43 | 38 | 5   | 41  |
|   | 10 | KV Kortrijk                | 30 | 12 | 4  | 14 | 46 | 50 | -4  | 40  |
|   | 11 | RRC Gent-Zeehaven          | 30 | 9  | 11 | 10 | 41 | 42 | -1  | 38  |
| D | 12 | KFC Schoten SK             | 30 | 9  | 10 | 11 | 43 | 51 | -8  | 37  |
|   | 13 | R. Cappellen FC            | 30 | 6  | 10 | 14 | 29 | 45 | -16 | 28  |
| E | 14 | KAC Olen                   | 30 | 5  | 8  | 17 | 39 | 61 | -22 | 23  |
| D | 15 | SK Gullegem                | 30 | 5  | 6  | 19 | 29 | 62 | -33 | 21  |
| D | 16 | Hoogstraten VV             | 30 | 3  | 7  | 20 | 34 | 78 | -44 | 16  |

### Derde Klasse B
|   |    |                                         | P  | W  | G  | V  | +  | -  | DS  | Ptn |
| - | -- | --------------------------------------- | -- | -- | -- | -- | -- | -- | --- | --- |
| K | 1  | KAS Eupen                               | 30 | 20 | 6  | 4  | 75 | 32 | 43  | 66  |
| E | 2  | R. Wallonia Walhain Chaumont-Gistoux    | 30 | 16 | 7  | 7  | 60 | 48 | 12  | 55  |
| E | 3  | Zwarte Duivels Oud-Heverlee             | 30 | 16 | 5  | 9  | 47 | 27 | 20  | 53  |
|   | 4  | AFC Tubize                              | 30 | 14 | 7  | 9  | 56 | 43 | 13  | 49  |
| E | 5  | R. Francs Borains                       | 30 | 14 | 7  | 9  | 43 | 33 | 10  | 49  |
|   | 6  | R. Olympic Club de Charleroi-Marchienne | 30 | 13 | 10 | 7  | 53 | 47 | 6   | 49  |
|   | 7  | R. Union Saint-Gilloise                 | 30 | 11 | 9  | 10 | 46 | 41 | 5   | 42  |
|   | 8  | K. Lyra TSV                             | 30 | 10 | 10 | 10 | 52 | 49 | 3   | 40  |
|   | 9  | KVV Overpelt-Fabriek                    | 30 | 12 | 3  | 15 | 43 | 64 | -21 | 39  |
|   | 10 | K. Bocholter VV                         | 30 | 8  | 9  | 13 | 46 | 48 | -2  | 33  |
|   | 11 | KRC Mechelen                            | 30 | 8  | 9  | 13 | 33 | 49 | -16 | 33  |
|   | 12 | KSK Tongeren                            | 30 | 9  | 5  | 16 | 45 | 56 | -11 | 32  |
|   | 13 | K. Stade Leuven                         | 30 | 7  | 11 | 12 | 42 | 50 | -8  | 32  |
| E | 14 | Racing Jet Wavre                        | 30 | 8  | 7  | 15 | 47 | 56 | -9  | 31  |
| D | 15 | K. Sporting Kermt-Hasselt               | 30 | 7  | 8  | 15 | 37 | 54 | -17 | 29  |
| D | 16 | KTH Diest                               | 30 | 5  | 11 | 14 | 33 | 61 | -28 | 26  |

## Periodekampioenen

### Derde Klasse A
- Eerste periode: SV Zulte-Waregem, 22 punten
- Tweede periode: KFC Turnhout, 24 punten
- Derde periode: SV Zulte-Waregem, 26 punten

### Derde Klasse B
- Eerste periode: KAS Eupen, 24 punten
- Tweede periode: R. Francs Borains, 19 punten
- Derde periode: KAS Eupen, 23 punten

## Eindronde

### Promotie-eindronde

#### Ronde 1
In de eerste ronde van de eindronde traden zes derdeklassers aan, die aan elkaar gepaard werden. De drie winnaars van elk heen- en terugduel gaan door naar de volgende ronde. 
| Datum      | Wedstrijd                                                | Uitslag |
| ---------- | -------------------------------------------------------- | ------- |
| 09/05/2002 | R. Wallonia Walhain Chaumont-Gistoux - R. Francs Borains | 4-2     |
| 09/05/2002 | KFC Turnhout - KV Oostende                               | 0-4     |
| 09/05/2002 | KFC Vigor Wuitens Hamme - Zwarte Duivels Oud-Heverlee    | 3-1     |
| 12/05/2002 | R. Francs Borains - R. Wallonia Walhain Chaumont-Gistoux | 0-0     |
| 12/05/2002 | KV Oostende - KFC Turnhout                               | 4-0     |
| 12/05/2002 | Zwarte Duivels Oud-Heverlee - KFC Vigor Wuitens Hamme    | 0-2     |

#### Ronde 2
In de tweede ronde wordt bij de drie winnaars van de eerste ronde Patro Maasmechelen uit Tweede Klasse gevoegd. Patro eindigde laatste in Tweede Klasse, maar omdat er twee economische dalers uit Eerste Klasse en één economische daler uit Tweede Klasse waren, degradeerde er geen andere clubs uit Tweede Klasse. Patro bleef dus in Tweede Klasse, maar nam wel deel aan de eindronde. De teams worden aan elkaar gepaard en de winnaars spelen een finale.
| Datum      | Wedstrijd                                                      | Uitslag |
| ---------- | -------------------------------------------------------------- | ------- |
| 16/05/2002 | KFC Vigor Wuitens Hamme - R. Wallonia Walhain Chaumont-Gistoux | 3-0     |
| 16/05/2002 | Patro Maasmechelen - KV Oostende                               | 1-2     |
| 19/05/2002 | R. Wallonia Walhain Chaumont-Gistoux - KFC Vigor Wuitens Hamme | 2-3     |
| 19/05/2002 | KV Oostende - Patro Maasmechelen                               | 3-0     |

#### Finales
De twee winnaars van de tweede ronde spelen de finale. De winnaar promoveert naar Tweede Klasse.
| Datum      | Wedstrijd                             | Uitslag |
| ---------- | ------------------------------------- | ------- |
| 26/05/2002 | KFC Vigor Wuitens Hamme - KV Oostende | 4-1     |

Voor de plaatsen 3 en 4 werd nog een wedstrijd gespeeld:
| Datum      | Wedstrijd                                                 | Uitslag |
| ---------- | --------------------------------------------------------- | ------- |
| 26/05/2002 | R. Wallonia Walhain Chaumont-Gistoux - Patro Maasmechelen | 3-1     |

### Degradatie-eindronde
De twee teams die 14de eindigden, KAC Olen en Racing Jet Wavre, speelden een eindronde met een aantal vierdeklassers en gingen daar van start in de tweede ronde.
Hoewel KAC Olen verloor in de eindronde en dus in principe moest degraderen, kon het in Derde Klasse blijven als gevolg van de verplichte degradaties van KFC Turnhout en KFC Schoten.